# Knorr (Familienname)
Knorr ist ein deutscher Familienname.

## Namensträger

### A
- Achim Knorr (* 1963), deutscher Kabarettist und Songschreiber
- Albert Knorr (* 1971), österreichischer Autor
- Alexander Knorr (Unternehmer) (1889–1978), deutscher Unternehmer
- Alexander Knorr (Ethnologe) (* 1970), deutscher Ethnologe
- Alfred Knorr (1846–1895), deutscher Unternehmer
- Andreas Knorr (Wirtschaftswissenschaftler) (* 1964), deutscher Wirtschaftswissenschaftler
- Andreas Knorr (Physiker) (* 1965), deutscher Physiker
- Angelo Knorr (Kaufmann) (1820–1872), deutscher Kaufmann und Künstler
- Angelo Knorr (Chemiker) (1882–1932), deutscher Chemiker und Fußballfunktionär
- Anne Knorr (* 1990), deutsche Kanutin
- Anneliese Knorr (1918–2003), deutsche Journalistin und Stadt-Galeristin
- August von Hanstein-Knorr (1803–1878), deutscher Staatsrat und Kammerherr

### B
- Bernhard von Knorr (1776–1838), österreichischer Staatsbeamter, Musiker und Bibliothekar
- Bernhard Knorr (1942–2018), deutscher Gärtner und Pflanzenzüchter (Rhododendren)

### C
- Carl von Knorr (Anton Carl Philipp Christian von Knorr; 1750–1826), deutscher Grundbesitzer und Politiker, MdL Königreich Westphalen
- Carl Knorr (Politiker) (1771–1853), deutscher Politiker, MdL Hessen
- Carl Emanuel Knorr (1881–1952), deutscher Unternehmer und Manager
- Carl Heinrich Eduard Knorr (1843–1921), deutscher Unternehmer
- Carl Heinrich Theodor Knorr (1800–1875), deutscher Unternehmer
- Christian Knorr (Politiker) (1800–1868), deutscher Politiker, MdL Hessen
- Christian Knorr von Rosenroth (1636–1689), deutscher Universalgelehrter, Übersetzer und Dichter
- Christian Anton Philipp Knorr von Rosenroth (1653–1721), deutscher Jurist und Dichter, Neffe des Christian Knorr von Rosenroth
- Christian Friedrich Knorr (1646–1704), deutscher lutherischer Theologe
- Christoph Knorr (1792–1867), Kaufmann und Bürgermeister von Zweibrücken
- Christoph Christian von Knorr (1740–1803), habsburgischer General
- Clarissa Knorr (* 1972), deutsche Schauspielerin und Sprecherin

### D
- Daniel Knorr (* 1968), deutscher Künstler
- Dietrich Knorr (Mediziner) (1923–2012), deutscher Mediziner
- Dietrich Knorr (Lebensmitteltechnologe) (* 1944), österreichisch-deutscher Lebensmitteltechnologe
- Dina Knorr (* 1977), deutsche Autorin und Bloggerin

### E
- Edmund Knorr (1885–1979), deutscher Lehrer, Heimatpfleger, Naturschützer und Ornithologe
- Eduard von Knorr (1840–1920), deutscher Admiral
- Eduard Knorr (1867–1926), deutscher Chemiker
- Emil Knorr (1807–1904), deutscher Major und Militärschriftsteller
- Erich Knorr (1912–2012), deutscher Politiker (Die Linke) und Bauernfunktionär
- Ernst Knorr (1899–1945), deutscher Kriminalinspektor und Untersturmführer der SS
- Ernst-Lothar von Knorr (1896–1973), deutscher Komponist
- Esther Knorr-Anders (* 1931), deutsche Journalistin und Schriftstellerin

### F
- Friedrich von Knorr (1807–1863), deutscher Generalmajor
- Friedrich Knorr (Kunsthistoriker) (1872–1936), deutscher Kunsthistoriker und Museumsdirektor
- Friedrich Knorr (Politiker) (1904–1978), deutscher Politiker (CSU)
- Fritz Knorr (1875–1970), US-amerikanischer Agrarwissenschaftler deutscher Herkunft

### G
- Geoff Knorr (* 1985), US-amerikanischer Videospiel-Komponist
- Georg Knorr (1859–1911), deutscher Ingenieur und Unternehmer
- Georg Knorr (Maler) (1844–1916), deutscher Historien-, Genre- und Landschaftsmaler
- Georg Christian von Knorr (1691–1762), deutsch-österreichischer Theologie und habsburgischer Staatsbeamter
- Georg Wolfgang Knorr (1705–1761), deutscher Kupferstecher und Sammler

### H
- Hans Knorr (1892–1937), deutscher Jurist und Politiker (BVP)
- Hans Knorr (Schauspieler), deutscher Schauspieler
- Hans Werner Knorr (* 1951), deutscher Maler und Grafiker
- Hedy Knorr (1904–1994), deutsche Liedtexterin
- Heinrich Knorr (1830–1904), Landrat, Beamter und Richter Großherzogtum Hessen
- Heinrich Christoph Knorr von Rosenroth (1811–1853), hessischer Kreisrat
- Heinz Arno Knorr (1909–1996), deutscher Prähistoriker
- Heinz Knorr (1922–1994), deutscher Politiker (NDPD)
- Helene Knorr (1920–2010), deutsche Politikerin (SPD), MdBB
- Helmut Knorr (1917–1985), deutsch-schweizerischer Maler und Grafiker
- Herbert Knorr (Maler) (1884–1970), deutscher Maler und Zeichenlehrer
- Herbert Knorr (Archivar) (1888–1967), deutscher Staatsarchivrat, Kriegsarchivar in Bayerischen Kriegsarchiv München
- Herbert Knorr (Geodät) (1910–1985), deutscher Geodät und Kartograph
- Herbert Knorr (Literaturwissenschaftler) (* 1952), deutscher Literaturwissenschaftler und Schriftsteller
- Hermann Knorr (1897–1976), deutscher Politiker (SPD) und Journalist
- Hilmar Knorr (1847–1919), deutscher Theaterschauspieler und Theaterdirektor
- Hugo Knorr (1834–1904), deutscher Maler und Hochschullehrer

### I
- Iwan Knorr (1853–1916), deutscher Komponist

### J
- Johann Christian Knorr von Rosenroth (1670–1716), Sohn des Christian Knorr von Rosenroth, Wolfenbüttlischer Legationsrat und Kammerjunker sowie Gesandter
- Johann Friedrich Knorr (1775–1847), deutscher Architekt
- Johann Karl Knorr (1703–1772), deutscher evangelischer Theologe und Pfarrer
- Johannes Knorr (1888–1959), deutscher Politiker (CDU, DDP) und Gewerkschaftsfunktionär
- Josef von Knorr (Beamter, 1746) (1746–1789), habsburgischer Offizier und Staatsbeamter
- Josef von Knorr (Beamter, 1782) (1782–1839), österreichischer Staatsbeamter und Gutsbesitzer
- Josefine von Knorr (1827–1908), österreichische Dichterin
- Julian Knorr (1812–1881), deutscher Historienmaler der Düsseldorfer Schule
- Julius Knorr (1826–1881), deutscher Zeitungsverleger
- Jürgen Knorr (Manager) (* 1932), deutscher Ingenieur und Industriemanager
- Jürgen Knorr (Physiker) (* 1940), deutscher Physiker, Hochschullehrer und Verbandsfunktionär
- Juri Knorr (* 2000), deutscher Handballspieler

### K
- Karen Knorr (* 1954), US-amerikanische Fotografin und Künstlerin
- Karin Knorr-Cetina (* 1944), österreichische Soziologin
- Karl Knorr (1916–2005), deutscher Boxer
- Klaus Eugene Knorr (1911–1990), deutschamerikanischer Ökonom
- Klaus-Holger Knorr, Landschaftsökologe und Hydrologe

### L
- Levin von Wintzingeroda-Knorr (1830–1902), deutscher Politiker
- Liesel Knorr (* 1948), deutsche Ökonomin, Wirtschaftsprüferin und Rechnungslegerin
- Lorenz Knorr (1921–2018), deutscher Politiker (SPD, DFU) und Journalist
- Ludwig Knorr (Bankier) (1783–1852), deutscher Händler, Brauereibesitzer und Bankier
- Ludwig Knorr (Richter) (1827–1905), deutscher Richter und Politiker
- Ludwig Knorr (Chemiker) (1859–1921), deutscher Chemiker
- Ludwig Christian Knorr von Rosenroth (1786–1846), deutscher Verwaltungsbeamter, Landrat in Hungen

### M
- Marco Knorr, deutscher American-Football-Spieler und -Trainer
- Max Knorr (* 1926), deutscher Politiker (NPD)
- Maximilian Knorr (1895–1985), deutscher Mikrobiologe und Hygieniker

### N
- Nathan Homer Knorr (1905–1977), US-amerikanischer Präsident der „Wachtturmgesellschaft“

### O
- Ortwin Knorr (* 1966), US-amerikanischer Altphilologe deutscher Herkunft
- Otfried Knorr (1933–1977), deutscher Schauspieler, Regisseur und Hörspielsprecher
- Otto Knorr (1873–1909), deutscher Fabrikant und Unternehmer

### P
- Paul Knorr (1882–1977), deutscher Geigenbauer
- Peter Knorr (Jurist)  (um 1410–1478), deutscher Jurist
- Peter Knorr (auch Pit Knorr; * 1939), deutscher Satiriker und Autor
- Peter Knorr (Illustrator) (* 1956), deutscher Illustrator
- Petra Knorr (* 1970), deutsche Juristin und Richterin am Bundessozialgericht

### R
- Robert Knorr (1865–1957), deutscher Bildhauer, Pädagoge und Archäologe
- Rolf Knorr (1929–2015), deutscher Hockey-Spieler
- Ronald Knorr (* 1968),  Leiter der Knorr Industrievertretungen
- Rudi Knorr (eigentlich Rudolf Knorr; * 1957), deutscher Informatiker und Hochschullehrer
- Rudolf Knorr (Chemiker) (* 1935), deutscher Chemiker und Hochschullehrer
- Rudolf Knorr (* 1957), siehe Rudi Knorr
- Ruth Knorr (1927–1978), deutsche Buchgrafikerin

### S
- Sittig von Knorr (1784–1847), deutscher Soldat und Abgeordneter

### T
- Thea Knorr (1903–1989), deutsche Fliegerin
- Theo Knorr (1923–2012), deutscher Politiker (SPD)
- Theodor Knorr (Théodore Albert Ferdinand Knorr; 1873–1939), elsässisch-deutscher Maler und Kunstkritiker
- Thomas Knorr (Verleger) (1851–1911), deutscher Verleger und Kunstsammler
- Thomas Knorr (Handballspieler) (* 1971), deutscher Handballspieler und -trainer
- Thorsten Knorr (* 1995), deutscher Eishockeytorwart

### U
- Udo Knorr (1887–1960), deutscher Maschinenbauer

### W
- Walter Knorr (* 1946), deutscher Jurist und Oberstaatsanwalt
- Wilbur Richard Knorr (1945–1997), US-amerikanischer Mathematikhistoriker
- Wilhelm Knorr (1827–1892), deutscher Genealoge
- Wilhelm von Wintzingerode-Knorr (1806–1876), deutscher Lehrer und Politiker
- Willy Knorr (1878–1937), deutscher Politiker (DNVP)
- Winfried Knorr (1931–2009), deutscher Verleger und Journalist
- Wolfgang Knorr (1911–1940), deutscher Mediziner
- Wolfgang Knorr (Bildhauer) (* 1945), deutscher Bildhauer
- Wolfram von Knorr (1880–1940), deutscher Marineoffizier